# FK Slovan Ivanka pri Dunaji
FK Slovan Ivanka pri Dunaji là một câu lạc bộ bóng đá Slovakia, đến từ thị trấn Ivanka pri Dunaji. Câu lạc bộ được thành lập năm 1919. Năm 2009 FK Slovan Ivanka pri Dunaji hợp nhất với FO Trnávka.